# إيتوري سوتزاس
إيتوري سوتزاس (بالإنجليزية: Ettore Sottsass) (14 سبتمبر 1917 - 31 ديسمبر 2007) مهندس ومصمم إيطالي. تضمنت أعماله الأثاث، والمجوهرات، والزجاج، والإضاءة، والأدوات المنزلية، وتصميم الآلات المكتبية، بالإضافة إلى العديد من المباني والديكورات الداخلية.

## حياته
وُلد سوتزاس في 14 سبتمبر 1917، في إنسبروك بالنمسا، ونشأ في تورينو، حيث كان والده، الذي يدعى أيضا إيتوري سوتزاس، مهندسًا معماريًا ينتمي إلى مجموعة الهندسة المعمارية الحداثية التي تسمى «الحركة الإيطالية للعمارة العقلانية»، التي كان يقودها جيوسيبي باغانو [الإنجليزية]
تلقى سوتزاس تعليمه في جامعة البوليتكنيك في تورينو وتخرج عام 1939 مع شهادة في الهندسة المعمارية. خدم في الجيش الإيطالي، إبان الجمهورية الإيطالية الاشتراكية، وقضى بعضًا من الحرب العالمية الثانية في السجن ثم في معسكر عمل في يوغوسلافيا.

## سيرته المهنية
بعد عودته إلى الوطن، عمل سوتزاس كمهندس مع والده، في كثير من الأحيان على نسخ حديثة من المباني التي دمرت أثناء الحرب. في عام 1947، ثم أنشأ بعدها الإستوديو الخاص به للتصميم المعماري والصناعي، في ميلانو، حيث بدأ في إنشاء أعمال ضمن مجموعة متنوعة من الوسائط المختلفة: السيراميك، والرسم، والنحت، والأثاث، والتصوير، والمجوهرات، والهندسة المعمارية والتصميم الداخلي.

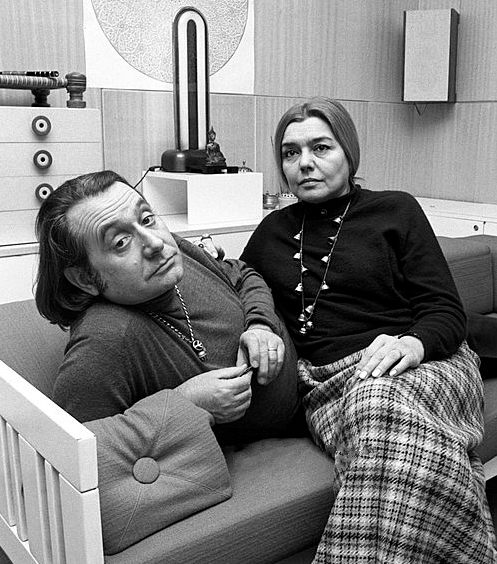
إيتوري سوتزاس مع زوجته فيرناندا بيفانو في بيتهما في ميلانو عام 1969

في 1949 تزوج سوتزاس من فيرناندا بيفانو، كاتبة وصحفية ومترجمة وناقدة. ثم سافر إلى مدينة نيويورك عام 1956 وبدأ العمل في مكتب المصمم «جورج نيلسون». حيث سافر هو وبيفانو على نطاق واسع أثناء العمل مع نيلسون، وعاد بعدها إلى إيطاليا بعد بضعة أشهر.
أيضا في عام 1956، تم تكليفه من قبل رجل الأعمال الأمريكي «ايرفينغ ريتشاردز» لإنشاء معرض لمجموعته الخزفية.
مرة أخرى بعد عودته إلى إيطاليا عام 1957، انضم سوتزاس إلى «بولترونوفا»، شركة إنتاج شبه صناعي للأثاث المعاصر، كمستشار فني.

## أوليفيتي
في 1958، تم تعيينه من قبل أدريانو أوليفيتي كمستشار تصميم لشركة أوليفيتي، لتصميم الأجهزة الإلكترونية وتطوير أول حاسوب مركزي كبير في إيطاليا، وهو Elea 9003 الذي حصل على جائزة Compasso d'Oro في 1959.
في عام 1968، منحته الكلية الملكية للفنون في لندن درجة الدكتوراه الفخرية.

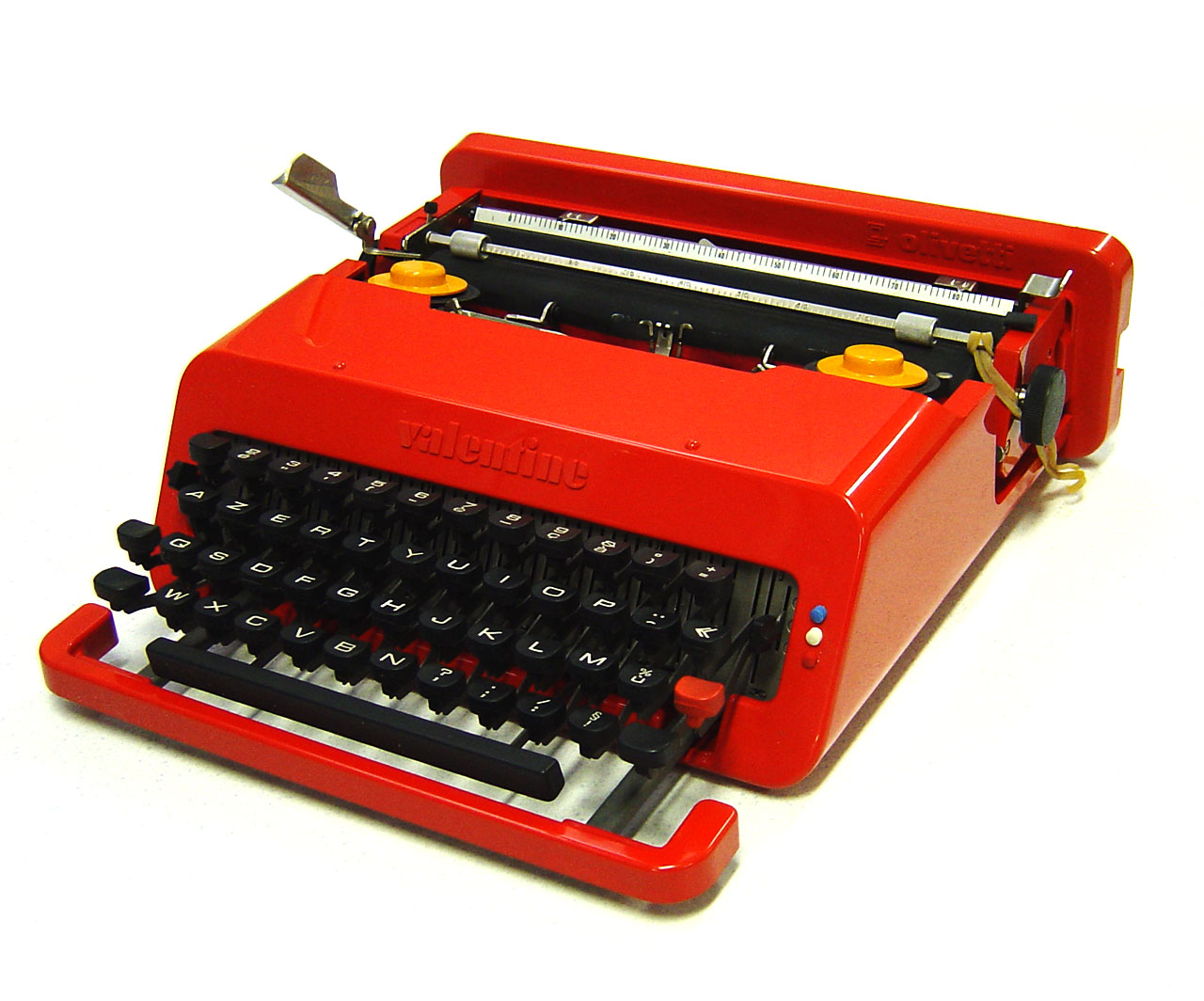
طابعة فالانتاين من أعمال سوتزاس (1969)

خلال ستينيات القرن الماضي، سافر سوتزاس في الولايات المتحدة والهند وصمم المزيد من المنتجات لأوليفيتي، منها «فالانتاين» الآلة الكاتبة المضيئة المصنوعة من البلاستيك الأحمر التي صممها عام 1970، ووصف سوتزاس الآلة فالانتاين بأنها «خدعة بين الآلات الكاتبة». بالمقارنة مع الآلات الكاتبة النموذجية اليومية، كانت فالنتاين أكثر من عنصر بيان التصميم من آلة مكتب.
تطلق سوتزاس وفيرناندا بيفانو عام 1970، ليتزوج مرة أخرى من باربرا راديس عام 1976، وهي صحفية فنية.

## روابط خارجية
- إيتوري سوتزاس على موقع IMDb (الإنجليزية)
- إيتوري سوتزاس على موقع الموسوعة البريطانية (الإنجليزية)
- إيتوري سوتزاس على موقع مونزينجر (الألمانية)
- إيتوري سوتزاس على موقع ديسكوغز (الإنجليزية)